# Villa Marie Thérèse
Villa “Marie-Thérese” fue una residencia en el paseo de la Croisette de Cannes. Fue propiedad de Alfonso, conde de Caserta, pretendiente al trono de las Dos-Sicilias.

## Historia
La familia real de las Dos Sicilias había tenido que exiliarse tras la invasión de su reino por las tropas de Garibaldi. Se establecieron en Roma, capital de los Estados Pontificios y en el que contaban con algunas propiedades como el palacio Farnese. En 1868 Alfonso, conde de Caserta y hermano del monarca destronado, Francisco II, contrajo matrimonio en esta capital con María Antonieta de Borbón-Dos Sicilias. La familia viviría en Roma (donde el conde de Caserta luchó junto a las tropas pontificias como zuavo) hasta la conquista de la ciudad por Víctor Manuel II de Italia en 1870. Posteriormente, pasarían a vivir en el Tirol austríaco donde nacerían su segundo y tercer hijo. Mientras tanto el conde de Caserta participaría en la tercera guerra carlista, como parte del Estado Mayor del pretendiente Carlos (VII). Su mujer e hijos se habían establecido en Cannes hacia 1874. El conde de Caserta se uniría a ellos al final de la tercera guerra carlista coincidiendo con la muerte de su hijo Francisco de Paula (26 de junio de 1876). 
La villa “Marie Therese” fue adquirida por el conde de Caserta hacia 1877. El origen de la compra se encuentra en el premio de un billete de lotería que le había sido dado en prenda por su hermano Pascual, conde de Bari. 
La villa sería residencia de su extensa familia hasta septiembre de 1927, en que fue vendida. En su lugar se construiría el célebre Hotel Martinez. Tras su venta, los conde de Caserta se mudaron a otra villa de menor tamaño a la que pusieron el mismo nombre.

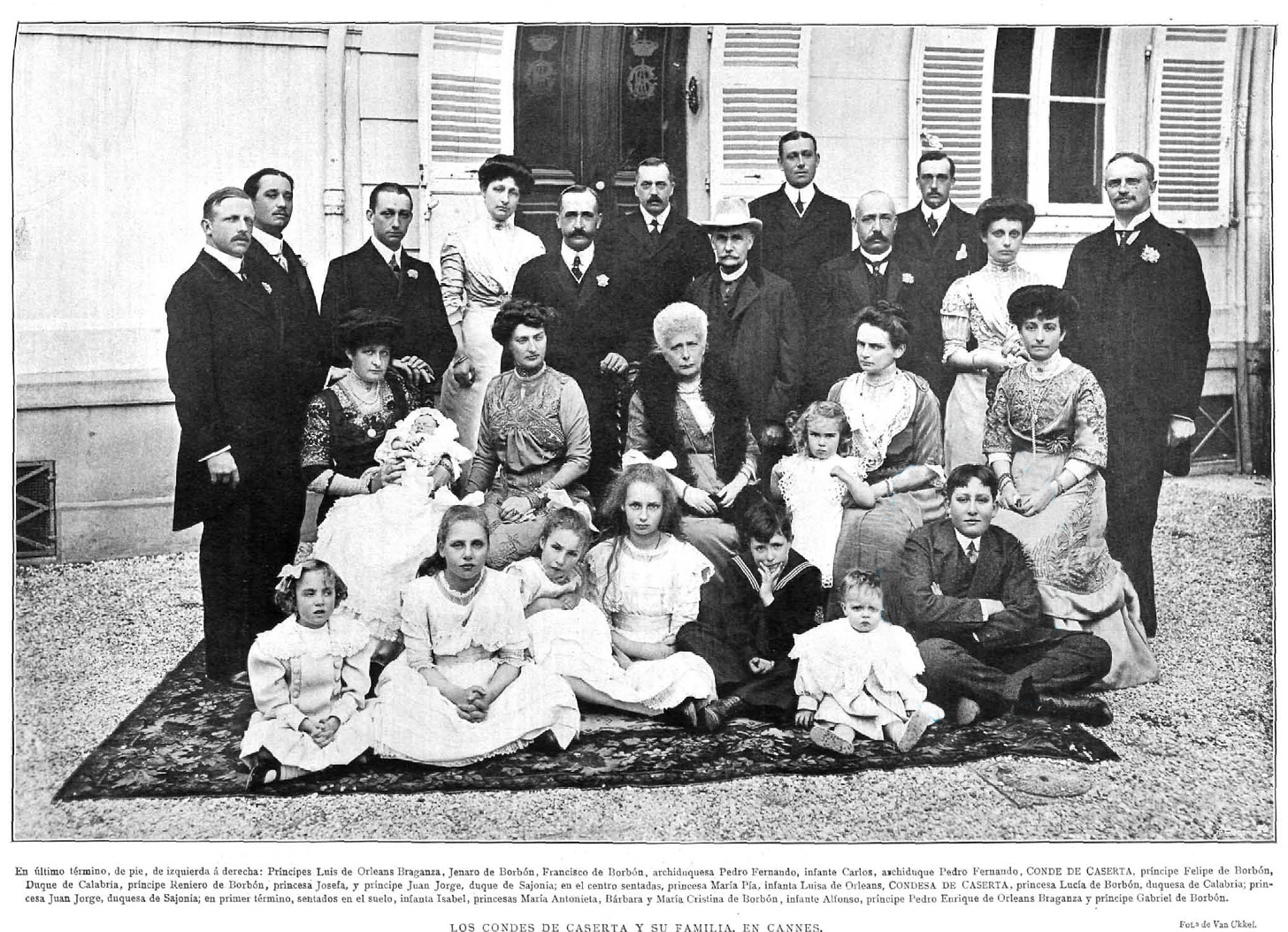
Los condes de Caserta con su familia en Villa Marie Thérèse.

Como residencia de los Borbón-Dos Sicilias la villa fue escenario de distintos nacimientos, matrimonios y fallecimientos de la familia de los condes de Caserta que contaban con doce vástagos.
En 2015 se publicó un libro sobre la familia y su residencia.

## Descripción
La villa se situaba en el paseo de la Croisette de Cannes. Era rectangular con un amplio jardín. Era de estilo clasiquizante. Contaba con una capilla.
Era vecina de la villa Henri IV, donde habitaba el príncipe Enrique de Borbón-Parma, conde de Bardi, quien además de ser primo del conde de Caserta había luchado junto a este en la tercera guerra carlista.

### Individuales
1. ↑  Koenig, Marlene Eilers. «RBN - Royal Book News» (en inglés). Consultado el 9 de agosto de 2022.
2. ↑  Stair Sainty, Guy (2019). La Orden Constantiniana de San Jorge y las familias Ángelo, Farnesio y Borbón que la rigieron. Madrid: Boletín Oficial del Estado. p. 383. Wikidata Q106407347.